# Sun Chuanfang
Sun Chuanfang (ur. 1885, zm. 13 listopada 1935 w Tianjinie) – chiński wojskowy i militarysta.
W latach 1905–1910 odbył studia wojskowe w Japonii, po powrocie do kraju wstąpił do Armii Beiyang. W 1921 roku został dowódcą dywizji. 
W 1923 roku został gubernatorem wojskowym prowincji Fujian. W następnych latach zdołał opanować prowincje Jiangsu, Anhui i Jiangxi, stając się w 1925 roku najpotężniejszym militarystą w środkowowschodnich Chinach. Pokonany przez siły Armii Narodowo-Rewolucyjnej podczas ekspedycji północnej zbiegł na teren koncesji japońskiej w Tianjinie, gdzie w 1935 roku został zamordowany przez córkę jednego z oficerów, który zginął z jego ręki.